# Gebanganom
Gebanganom is een bestuurslaag in het regentschap Kendal van de provincie Midden-Java, Indonesië. Gebanganom telt 1943 inwoners (volkstelling 2010).